# كتاب منحول

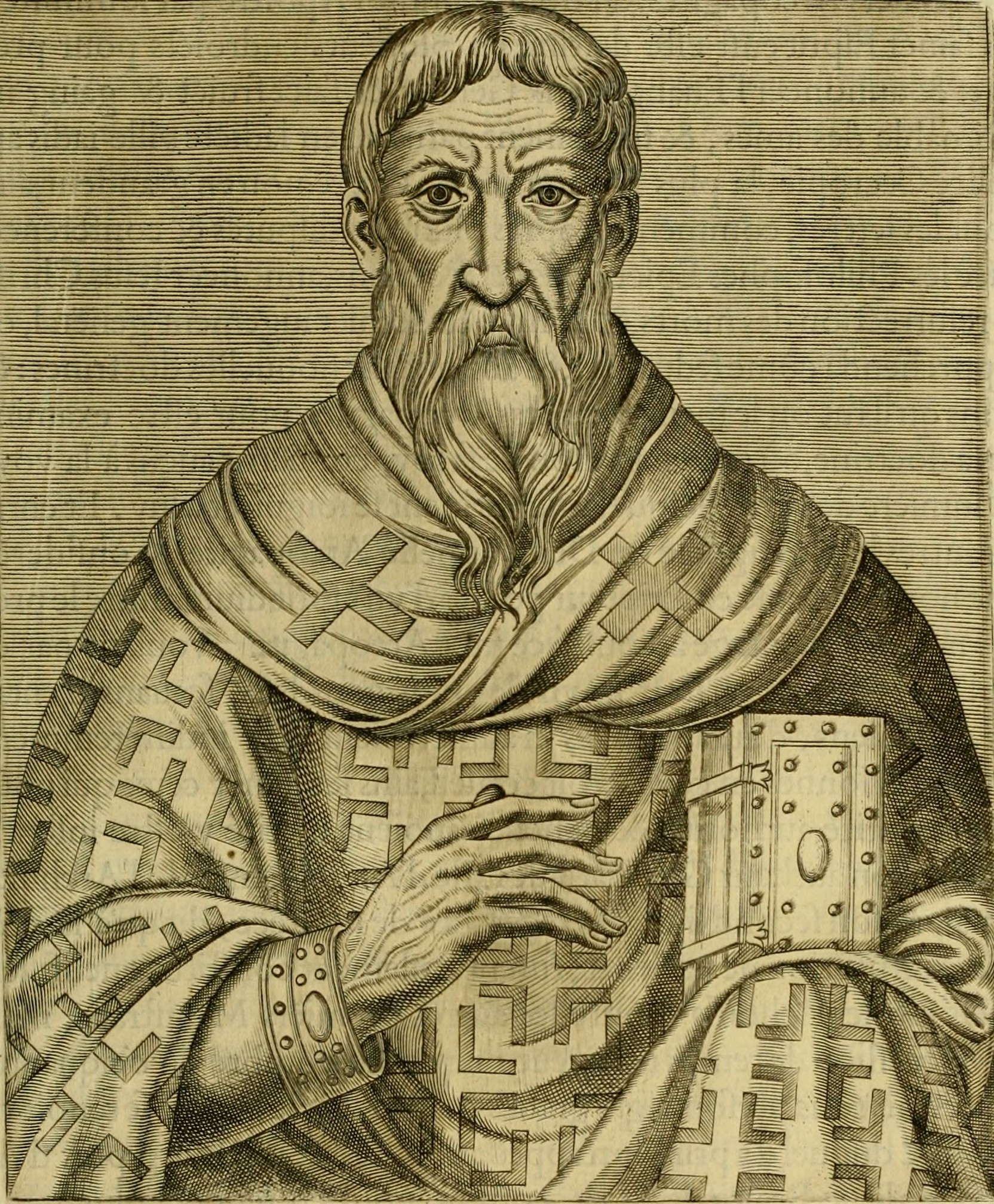

الكتاب المنحول (السوديبِجرافا) هو كتاب منسوب لمؤلف غير المؤلف الحقيقي، أو قام مؤلفه الحقيقي بنسبه إلى شخص من الماضي.